# Пфаус-Шильффарт, Дина
Ди́на Али́с Пфа́ус-Шильффа́рт (нем. Dinah Alice Pfaus-Schilffarth; 19 мая 1973, Аугсбург, ФРГ — 21 января 2019, Рюген, Мекленбург-Передняя Померания, Германия) — немецкая актриса

, певица

 и сценаристка.

## Биография и карьера
Дина Пфаус-Шильффарт получила широкое музыкальное образование: вокал, балет, джазовый танец и актёрское мастерство, которому она обучалась в Ан дер Вин в Вене. Она стала известной благодаря роли Клео Винтер, которую она играла с 1996 по 1998 год в сериале ARD «Запретная любовь». Также у неё были роли в других сериалах, в том числе в «Специальной комиссии» и «Комиссаре Рексе».
Также, как актриса мюзиклов, она исполняла ведущие роли в Германии, Австрии и Швейцарии. Она пользовалась большим успехом в мюзикле «Эдит Пиаф», «Шоу ужасов Рокки» и на европейской премьере фильма «Поедая Рауля» в театре Св. Паули в Гамбурге.
По состоянию здоровья Пфаус-Шильффарт была вынуждена прервать свою карьеру в 1997 году, когда ей поставили диагноз рак. После этого она снова вернулась в профессию.
Дина Пфаус-Шильффарт была замужем за своим коллегой-актёром Роландом Пфаусом, с которым познакомилась во время съёмок мыльной оперы «Запретной любви» в Кёльне — здесь они впервые влюбились в камеру и сыграли пару. Супруги основали в Аугсбурге «Первый сценический клуб», театрально-музыкальную школу. Объект существовал всего несколько лет. В 1998 году они спродюсировали фильм «Лава» и основали «Лавалуна Фильмпродукция». С 2010 года она была практикующим шаманом. Она также написала свои собственные тексты и песни и жила со своим мужем и сыновьями-близнецами (род. 2000) в Потсдаме.
21 января 2019 года умерла от рака лёгкого.